# ادمون ريتشارد
ادمون ريتشارد (بالفرنسية: Edmond Richard)‏ هو مصور سينمائي فرنسي، ولد في 6 يناير 1927 في باريس في فرنسا، وتوفي بنفس المكان في 5 يونيو 2018.

## وصلات خارجية
- ادمون ريتشارد على موقع IMDb (الإنجليزية)
- ادمون ريتشارد على موقع ألو سيني (الفرنسية)
- ادمون ريتشارد على موقع أول موفي (الإنجليزية)
- ادمون ريتشارد على موقع قاعدة بيانات الأفلام السويدية (السويدية)
- ادمون ريتشارد على موقع قاعدة بيانات الفيلم (الإنجليزية)
- ادمون ريتشارد على موقع كينوبويسك (الروسية)